# بی‌شیارواران
بی‌شیارواران (نام علمی: Homolodromiidae) نام یک تیره از فروراسته خرچنگ است.